# 下芥見駅
下芥見駅（しもあくたみえき）は、岐阜県岐阜市芥見1丁目にあった名古屋鉄道美濃町線の駅。
美濃町線の廃止にともない、2005年（平成17年）4月1日をもって廃駅となった。かつての急行停車駅。

## 歴史
1911年（明治44年）に美濃町線が美濃電気軌道の路線として開業した際に開設された。当初は有人駅であったが、1955年（昭和30年）ころから無人駅となっている。
- 1911年（明治44年）2月11日 - 美濃電気軌道の神田町駅（のちの岐阜柳ヶ瀬駅） - 上有知駅（のちの美濃駅）間の開通と同時に開業[2]。
- 1930年（昭和5年）8月20日 - 美濃電気軌道が名古屋鉄道（初代。同年中に名岐鉄道に改称し、1935年より名古屋鉄道に再改称）に合併。同社の美濃町線の駅となる[2]。
- 1955年（昭和30年）ころ - 無人化[3]。
- 2005年（平成17年）4月1日 - 美濃町線の廃止に伴い廃駅となる[4]。

## 駅構造
相対式2面2線のホームを持つ交換可能駅。ホーム間の行き来は構内踏切で行い、その通路を挟んで上下線列車が斜向かいに停車していた。美濃町線には珍しく木造駅舎が設置されていた。なお、この駅を境に関方面はスタフ閉塞、徹明町・名鉄岐阜方面は特殊自動閉塞となっていたため、運転士間のタブレットの受け渡しも見られた。営業上は無人駅であったが、当駅でタブレットの取り扱いを行うために係員が派遣されていた。
駅跡地には現在ソーラーパネルが並べられている。また、駅の構造物の一部が残る。

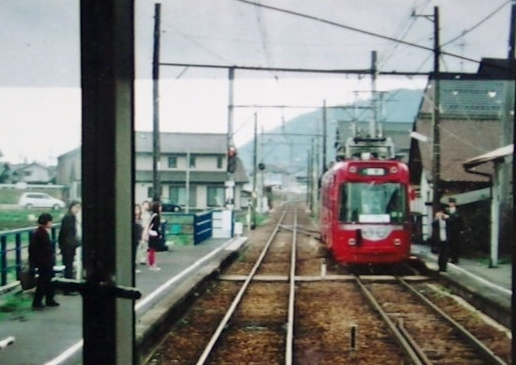
駅構内 (2005年3月 車窓から撮影)
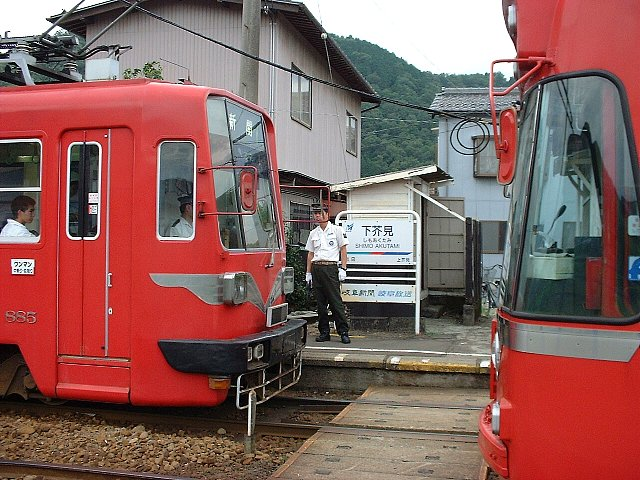
交換するモ870形（手前）とモ880形（2004年7月）
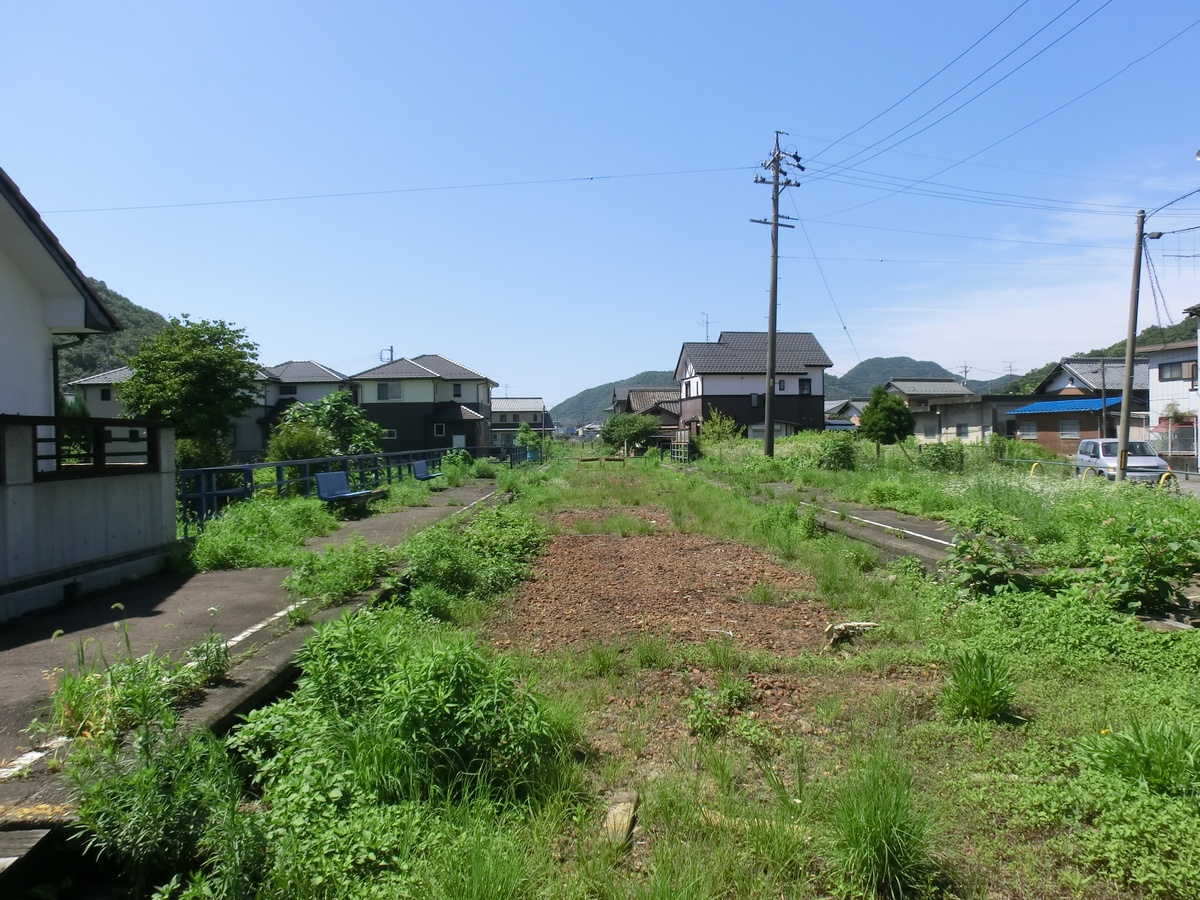
駅跡　関側から名鉄岐阜方面を見る（2017年7月）

### 配線図
| ← 徹明町方面 | 下芥見駅 構内配線略図 | → 新関方面 |
| 凡例 出典:   |                       |            |

## 利用状況
- 『名古屋鉄道百年史』によると1992年度当時の1日平均乗降人員は885人であり、この値は岐阜市内線均一運賃区間内各駅（岐阜市内線・田神線・美濃町線徹明町駅 - 琴塚駅間）を除く名鉄全駅（342駅）中235位、 美濃町線日野橋 - 美濃間（14駅）中3位であった[1]。

## 駅周辺
- 国道156号
- 岐阜東郵便局
- 岐阜市立芥見小学校
- 岐阜市立東部図書館
- 岐阜市立藍川中学校
- 東海第一自動車学校

## 隣の駅
名古屋鉄道
美濃町線
岩田駅 - 下芥見駅 - 上芥見駅